# JeQuan Lewis
Pour les articles homonymes, voir Lewis.
JeQuan Lewis, né le 7 septembre 1994 à Dickson, au Tennessee, est un joueur américain de basket-ball évoluant au poste de meneur.

## Biographie

### Carrière universitaire
Entre 2013 et 2017, il joue pour les Rams de VCU à l'université du Commonwealth de Virginie.

### Carrière professionnelle

#### Herd du Wisconsin (2017-2018)
Le 22 juin 2017, automatiquement éligible à la draft 2017 de la NBA, il n'est pas sélectionné.
Le 6 juillet 2017, il signe un contrat avec les Bucks de Milwaukee. En juillet 2017, il participe à la NBA Summer League de Las Vegas avec les Bucks. Le 22 septembre 2017, il est libéré de son contrat.
Le 20 octobre 2017, il rejoint le Herd du Wisconsin, l'équipe de G-League affiliée aux Bucks.
En juillet 2018, il participe à la NBA Summer League de Las Vegas avec les Bucks.

#### Goyang Orion Orions (2018)
Durant l'été 2018, il part en Corée du Sud où il signe avec le Goyang Orion Orions (en).

#### Kymis B.C. (déc.2018 - 2019)
Le 2 décembre 2018, il rejoint l'équipe grecque du Kymis B.C. (en).

#### PAOK Salonique (2019 - jan.2020)
Le 28 août 2019, il rejoint l'équipe grecque du PAOK Salonique.
En janvier 2020, il est remplacé par Bobby Brown.

#### Ramat HaSharon (2020-2021)
Durant l'été 2020, il rejoint l'équipe israélienne de l'A.S. Ramat HaSharon (en).

#### BC Kalev (2021-2022)
Le 2 août 2021, il rejoint l'équipe estonienne du BC Kalev.
Le 20 janvier 2022, il est libéré de son contrat.

#### Rostock Seawolves (2022-2023)
Le 22 juillet 2022, il part en Allemagne et signe avec les Rostock Seawolves (en).

#### JL Bourg-en-Bresse (2023-2024)
Le 19 juin 2023, il signe un contrat avec l'équipe française de la JL Bourg-en-Bresse.

## Palmarès

### Universitaire
- First-team All-Atlantic 10 en 2017

## Statistiques

### Universitaires
Les statistiques de JeQuan Lewis en matchs universitaires sont les suivantes :
| Saison    | Équipe   | Matchs | Titul. | Min./m | % Tir | % 3pts | % LF | Rbds/m. | Pass/m. | Int/m. | Ctr/m. | Pts/m. |
| --------- | -------- | ------ | ------ | ------ | ----- | ------ | ---- | ------- | ------- | ------ | ------ | ------ |
| 2013-2014 | VCU      | 35     | 0      | 16,1   | 42,4  | 35,8   | 78,9 | 1,31    | 1,97    | 1,09   | 0,00   | 5,94   |
| 2014-2015 | VCU      | 35     | 16     | 21,8   | 37,1  | 35,8   | 80,2 | 1,66    | 2,71    | 1,40   | 0,00   | 8,49   |
| 2015-2016 | VCU      | 36     | 34     | 28,6   | 46,5  | 41,5   | 85,7 | 2,56    | 5,08    | 1,58   | 0,03   | 11,33  |
| 2016-2017 | VCU      | 35     | 35     | 31,2   | 43,1  | 36,7   | 81,8 | 2,83    | 4,51    | 1,74   | 0,09   | 15,17  |
| Carrière  | Carrière | 141    | 85     | 24,5   | 42,6  | 37,4   | 82,0 | 2,09    | 3,58    | 1,45   | 0,03   | 10,24  |